# Cerkiew Narodzenia Przenajświętszej Bogarodzicy w Białym Borze
Cerkiew Narodzenia Przenajświętszej Bogarodzicy – cerkiew greckokatolicka w Białym Borze, postmodernistyczna, wzniesiona w latach 1993–1997 według projektu Jerzego Nowosielskiego i Bogdana Kotarby; wpisana do rejestru zabytków w 2019.

## Historia
Wybudowana w latach 1992–1997 według projektu prof. Jerzego Nowosielskiego we współpracy z architektem Bogdanem Kotarbą. Świątynia nawiązuje do surowej architektury bazylik starochrześcijańskich. Posiada małe okienka, prosty blok fasady z wieżyczkami i podwójnie półkolistym przyczółkiem. Wnętrze powtarza schemat trójnawowej bazyliki: centralna, nieco obniżona część zwieńczona jest niewielką kopułą z wyobrażeniem Pantokratora; czarne kolumny oddzielają boczne galerie od głównej nawy. Sugestywny i ascetyczny nastrój cerkwi buduje niezwykła, kolorystyczna harmonia oparta na kontraście ciemnozielonych ścian i stropów, białych przegród i czerwonych portali. Ikonostas zredukowany został do trzech ikon: widniejącego w prześwicie carskich wrót Ukrzyżowania, oraz wizerunków Chrystusa i Marii. Kolorystycznym dopełnieniem i ideowym zwornikiem przestrzeni jest – umieszczony tuż pod kopułą, w centrum nawy – czerwony sześcienny tetrapod, gdzie przyjmuje się sakramenty, zapala świece i inauguruje modlitewne śpiewy. W czasie większych świąt rolę ikonostasu pełni płaska fasada cerkwi: z potrójnym wejściem ikonami Archaniołów i veraiconem.
Parafia greckokatolicka w Białym Borze powstała w 1957, należy do eparchii wrocławsko-koszalińskiej.
W 2005 umieszczona została na liście Polska. Ikony architektury.
Cerkiew w 2019 została wpisana do rejestru zabytków województwa zachodniopomorskiego; w momencie wpisu był to najmłodszy zabytek w kraju.